# Itumbiara
Itumbiara är en stad och kommun i centrala Brasilien och ligger i delstaten Goiás. Staden är belägen vid floden Paranaíba vid gränsen mot Minas Gerais och har nästan 100 000 invånare.

## Historia
Itumbiara grundades 1824 genom installationen av ett skattekontor på en plats som kallades Porto de Santa Rita. Ett samhälle, Santa Rita do Paranaíba, växte fram i anslutning till detta. Orten erhöll kommunrättigheter 1909 och bytte namn till Itumbiara år 1943.

## Befolkningsutveckling
| Område     | Areal (km²)   | Invånarantal 1 augusti 2000 | Invånarantal 1 augusti 2010 | Invånarantal 1 juli 2014 |
| ---------- | ------------- | --------------------------- | --------------------------- | ------------------------ |
| Kommun     | 2 462,93      | 81 430                      | 92 883                      | 99 526                   |
| Centralort | Ingen uppgift | 77 123                      | 88 942                      | Ingen uppgift            |